# Cosenza Calcio 2022-2023
Questa voce raccoglie le informazioni riguardanti il Cosenza Calcio nelle competizioni ufficiali della stagione 2022-2023.

## Stagione
La stagione 2022-2023 è stata per il Cosenza la 24ª partecipazione alla seconda serie del Campionato italiano di calcio.
Il 7 giugno 2022 è arrivato un cambio ai vertici societari: il Direttore Sportivo Roberto Goretti non rinnova il contratto in scadenza. Al suo posto, lo stesso giorno, viene presentato Roberto Gemmi.
Il 15 giugno il mister Pierpaolo Bisoli risolve il contratto con la società, al suo posto gli subentra Davide Dionigi.
I rossoblù hanno svolto il ritiro precampionato a Sarnano, in provincia di Macerata, dall'8 al 24 luglio 2022.
Il debutto stagionale è stato l'8 agosto 2022, in Coppa Italia, venendo eliminato per 1 a 0 dal Bologna.
Il 31 ottobre, dopo un buon avvio a cui è seguito una serie di risultati negativi, la società si ritrova al sedicesimo posto e decide di sollevare dall'incarico Dionigi. Il 2 novembre viene annunciato come nuovo tecnico William Viali, il quale sottoscrive un contratto fino al termine della stagione.
Il 19 maggio 2023, perdendo 1-0 in casa contro il Cagliari nell'ultima giornata di campionato, chiude al diciassettesimo posto in classifica e, visti i contemporanei pareggi di Brescia e Cittadella, conquista la possibilità di disputare i play-out contro i lombardi, con i veneti che raggiungono la salvezza diretta. Nella doppia sfida play-out contro il Brescia, i lupi vincono l'andata in casa 1-0 con rete di Marco Nasti, mentre al ritorno, grazie alla rete di Meroni in pieno recupero, pareggia 1-1: questo episodio provoca dei disordini tra i tifosi bresciani che portano l'arbitro Massa dapprima a sospendere la partita e poi a fischiarne la fine, permettendo ai rossoblù di mantiene la categoria, condannando i biancazzurri alla retrocessione in Serie C dopo 38 anni. In seguito ai disordini della gara di ritorno dei play-out, il 7 giugno il giudice sportivo ha inflitto la sconfitta per 3-0 a tavolino e due gare a porte chiuse ai lombardi.

## Organigramma societario
Organigramma societario tratto dal sito ufficiale.
Area direttiva
- Presidente: Eugenio Guarascio

Area sanitaria
- Responsabile: Nino Avventuriera
- Medici sociali: Sergio Caira
- Massaggiatori: Ercole Donato
- Fisioterapista: Italo Marsico, Gennaro Zumpano
- Nutrizionista: Daniele Basta

Area marketing
- Ufficio marketing: Simona Di Carlo

Area organizzativa
- Segretario generale: Marco Ravelli
- Team manager: Kevin Marulla
- Responsabile Amministrativo: Daniel Inderst
- Accompagnatore ufficiale: Mario Palmieri
- Addetto alle relazioni esterne: Alessandro Russo

Area comunicazione
- Responsabile Ufficio stampa: Gianluca Pasqua

Area tecnica
- Direttore sportivo: Roberto Gemmi
- Collaboratore dirigenziale: Armando Perna
- Allenatore: Davide Dionigi[16], poi William Viali[17]
- Allenatore in seconda: Lorenzo Sibilano[16], poi Simone Baroncelli[17]
- Collaboratore tecnico: Hiroshi Komatsuzaki[16]
- Match analyst: Vincenzo Perri
- Preparatore atletico: Donatello Matarangolo[16], poi Giovanni Saracini[17]
- Preparatore dei portieri: Antonio Fischetti
- Riabilitatore: Giuseppe Ruffolo

## Divise e sponsor
Per la stagione 2022-2023 lo sponsor tecnico è Nike, mentre il main sponsor per la stagione in corso e quella seguente è  Salumi di Calabria D.O.P. – Consorzio di tutela., ente di tutela e certificazione D.O.P. dei salumi calabresi. Il 18 agosto 2022 viene annunciato come nuovo top sponsor  Malizia., azienda operante nel settore abbigliamento, intimo, tessile e casa e si occupa della distribuzione, all’ingrosso ed agli esercenti, dei propri articoli, su tutto il territorio nazionale, che compare per la prima volta in occasione della gara casalinga del 21 agosto vinta contro il Modena. Il 24 agosto la società annuncia come nuovo sleeve sponsor  Scintille Montesanto., gioielleria calabrese, che fa il suo esordio nella partita esterna del 28 agosto contro il Parma. Il 17 settembre, in occasione del pareggio esterno contro il Südtirol, hanno debuttato come top sponsor pantaloncino  3F SRL (archiviato dall'url originale il 29 settembre 2022)., azienda operante nel campo dell'impiantistica e servizi alle aziende, e come secondo top sponsor di maglia  Mi 'Ndujo., marchio della catena di fast food calabresi.
| Casa | Trasferta | Terza divisa |

## Rosa
Aggiornata al 31 gennaio 2023.
| N. |                                 | Ruolo | Calciatore                  |
| -- | ------------------------------- | ----- | --------------------------- |
| 1  | Italia (bandiera)               | P     | Alessandro Micai            |
| 3  | Italia (bandiera)               | D     | Andrea Rispoli              |
| 4  | Italia (bandiera)               | C     | Marco Brescianini           |
| 5  | Italia (bandiera)               | D     | Michele Rigione             |
| 6  | Italia (bandiera)               | C     | Giacomo Calò                |
| 7  | Danimarca (bandiera)            | C     | Emil Kornvig                |
| 9  | Argentina (bandiera)            | A     | Joaquín Larrivey (capitano) |
| 9  | Argentina (bandiera)            | A     | Mauro Zárate                |
| 10 | Italia (bandiera)               | C     | Christian D'Urso            |
| 11 | Italia (bandiera)               | A     | Enrico Brignola             |
| 11 | Italia (bandiera)               | D     | Tommaso D'Orazio            |
| 12 | Italia (bandiera)               | P     | Alessandro Lai              |
| 13 | Italia (bandiera)               | D     | Andrea Meroni               |
| 14 | Italia (bandiera)               | D     | Andrea Tiritiello           |
| 14 | Italia (bandiera)               | D     | Ciro Panico                 |
| 14 | Bosnia ed Erzegovina (bandiera) | D     | Nick Salihamidžić           |
| 15 | Finlandia (bandiera)            | D     | Sauli Väisänen              |
| 16 | Italia (bandiera)               | A     | Mattia Finotto              |
| 17 | Polonia (bandiera)              | C     | Mateusz Praszelik           |
| 18 | Italia (bandiera)               | A     | Davide Merola               |
| 18 | Italia (bandiera)               | C     | Vittorio Agostinelli        |
| 19 | Italia (bandiera)               | D     | Agostino Camigliano         |
| 19 | Croazia (bandiera)              | A     | Ivan Delić                  |

| N. |                           | Ruolo | Calciatore            |
| -- | ------------------------- | ----- | --------------------- |
| 20 | Italia (bandiera)         | A     | Marco Nasti           |
| 21 | Italia (bandiera)         | C     | Andrea Vallocchia     |
| 22 | Italia (bandiera)         | P     | Christian Sibilano    |
| 23 | Italia (bandiera)         | D     | Michael Venturi       |
| 25 | Italia (bandiera)         | D     | Paolo Gozzi           |
| 26 | Italia (bandiera)         | P     | Mauro Vigorito        |
| 27 | Italia (bandiera)         | D     | Pietro Martino        |
| 28 | Costa d'Avorio (bandiera) | C     | Alassane Sidibe       |
| 29 | Australia (bandiera)      | A     | Jahce Novello         |
| 31 | Slovenia (bandiera)       | P     | Kristjan Matoševič    |
| 32 | Croazia (bandiera)        | A     | Karlo Butić           |
| 32 | Italia (bandiera)         | A     | Manuel Marras         |
| 33 | Italia (bandiera)         | D     | Salvatore La Vardera  |
| 34 | Italia (bandiera)         | C     | Aldo Florenzi         |
| 36 | Paesi Bassi (bandiera)    | C     | Rodney Kongolo        |
| 40 | Italia (bandiera)         | A     | Massimo Zilli         |
| 42 | Kosovo (bandiera)         | C     | Idriz Voca            |
| 48 | Italia (bandiera)         | A     | Alessandro Arioli     |
| 55 | Bulgaria (bandiera)       | D     | Andrea Hristov        |
| 67 | Italia (bandiera)         | C     | Thomas Prestianni     |
| 72 | Italia (bandiera)         | C     | Alessandro Cortinovis |
| 77 | Italia (bandiera)         | P     | Leonardo Marson       |
|    | Italia (bandiera)         | D     | Angelo Corsi          |

## Calciomercato

### Sessione estiva(dall'1/7 all'1/9)
| Acquisti         | Acquisti            | Acquisti      | Acquisti                                          |
| R.               | Nome                | da            | Modalità                                          |
| ---------------- | ------------------- | ------------- | ------------------------------------------------- |
| D                | Agostino Camigliano | Cittadella    | definitivo                                        |
| D                | Andrea Meroni       | Sassuolo      | definitivo                                        |
| D                | Andrea Rispoli      | Parma         | definitivo                                        |
| C                | Marco Brescianini   | Milan         | prestito                                          |
| C                | Giacomo Calò        | Genoa         | prestito con obbligo di riscatto                  |
| C                | Christian D'Urso    | Perugia       | definitivo                                        |
| C                | Emil Kornvig        | Spezia        | prestito con diritto di riscatto e controriscatto |
| A                | Enrico Brignola     | Benevento     | prestito con diritto di riscatto e controriscatto |
| A                | Karlo Butić         | Pordenone     | prestito con obbligo di riscatto condizionato     |
| Altre operazioni |                     |               |                                                   |
| R.               | Nome                | da            | Modalità                                          |
| P                | Alessandro Lai      | Lamezia Terme | definitivo                                        |
| P                | Leonardo Marson     | Vibonese      | definitivo                                        |
| D                | Paolo Gozzi         | Genoa         | prestito diritto di riscatto e controriscatto     |
| D                | Pietro Martino      | Foggia        | definitivo                                        |
| D                | Ciro Panico         | Juve Stabia   | svincolato                                        |
| C                | Raffaele Maresca    | Casertana     | fine prestito                                     |
| C                | Allassane Sidibe    | Atalanta      | prestito                                          |
| A                | Marco Nasti         | Milan         | prestito                                          |
| A                | Davide Merola       | Empoli        | prestito diritto di riscatto e controriscatto     |

| Cessioni         | Cessioni             | Cessioni      | Cessioni                 |
| R.               | Nome                 | a             | Modalità                 |
| ---------------- | -------------------- | ------------- | ------------------------ |
| P                | Mauro Vigorito       | Como          | definitivo               |
| D                | Luca Bittante        |               | svincolato               |
| D                | Michele Camporese    | Pordenone     | fine prestito            |
| D                | Andrea Hristov       | Reggiana      | prestito                 |
| D                | Daniele Liotti       | Reggina       | fine prestito            |
| C                | Alessandro Di Pardo  | Juventus      | fine prestito            |
| C                | Mario Situm          | Reggina       | fine prestito            |
| C                | Alberto Gerbo        |               | svincolato               |
| C                | Luca Palmiero        | Napoli        | fine prestito            |
| C                | Marco Carraro        | Atalanta      | fine prestito            |
| C                | Emanuele Ndoj        | Brescia       | fine prestito            |
| A                | Giuseppe Caso        | Genoa         | fine prestito            |
| A                | Vincenzo Millico     | Torino        | fine prestito            |
| A                | Gabriele Gori        | Fiorentina    | fine prestito            |
| A                | Julian Kristoffersen | Salernitana   | fine prestito            |
| A                | Gianluigi Sueva      | Olbia         | prestito                 |
| Altre operazioni |                      |               |                          |
| R.               | Nome                 | a             | Modalità                 |
| P                | Edoardo Sarri        | Juve Stabia   | fine prestito            |
| D                | Giovanni Aceto       | Castrovillari | risoluzione contrattuale |
| D                | Francesco Dicorato   | Arzachena     | prestito                 |
| D                | Roberto Pirrello     | Empoli        | fine prestito            |
| D                | Sanasi Sy            | Salernitana   | fine prestito            |
| D                | Andrea Tiritiello    | Lucchese      | definitivo               |
| C                | Reda Boultam         | Salernitana   | fine prestito            |
| C                | Raffaele Maresca     | Livorno       | prestito                 |
| A                | Gaëtan Laura         | Paris FC      | fine prestito            |
| A                | Luca Pandolfi        | Juve Stabia   | prestito                 |

### Sessione invernale(dal 2/1 al 31/1)
| Acquisti         | Acquisti              | Acquisti      | Acquisti                         |
| R.               | Nome                  | da            | Modalità                         |
| ---------------- | --------------------- | ------------- | -------------------------------- |
| P                | Alessandro Micai      | Salernitana   | definitivo                       |
| D                | Tommaso D'Orazio      | Südtirol      | prestito con obbligo di riscatto |
| C                | Mateusz Praszelik     | Verona        | prestito                         |
| A                | Mattia Finotto        | SPAL          | definitivo                       |
| A                | Manuel Marras         | Bari          | prestito                         |
| A                | Ivan Delić            | Sebenico      | prestito                         |
| A                | Mauro Zárate          |               | svincolato                       |
| Altre operazioni |                       |               |                                  |
| R.               | Nome                  | a             | Modalità                         |
| D                | Nick Salihamidžić     | Bayern Monaco | prestito                         |
| C                | Vittorio Agostinelli  | Fiorentina    | prestito                         |
| C                | Alessandro Cortinovis | Atalanta      | prestito                         |
| C                | Raffaele Maresca      | Livorno       | risoluzione prestito             |
| A                | Marin Čubretović      | RNK Spalato   | definitivo                       |

| Cessioni         | Cessioni            | Cessioni    | Cessioni                 |
| R.               | Nome                | a           | Modalità                 |
| ---------------- | ------------------- | ----------- | ------------------------ |
| D                | Agostino Camigliano | Ancona      | definitivo               |
| C                | Rodney Kongolo      |             | risoluzione contrattuale |
| A                | Enrico Brignola     | Benevento   | risoluzione prestito     |
| A                | Karlo Butić         | Pordenone   | risoluzione prestito     |
| A                | Joaquín Larrivey    |             | risoluzione contrattuale |
| Altre operazioni |                     |             |                          |
| R.               | Nome                | a           | Modalità                 |
| P                | Kristjan Matoševič  | Triestina   | prestito                 |
| D                | Paolo Gozzi         | Genoa       | risoluzione prestito     |
| D                | Ciro Panico         | Feralpisalò | prestito                 |
| C                | Raffaele Maresca    | Sorrento    | prestito                 |
| C                | Allassane Sidibe    | Atalanta    | risoluzione prestito     |
| C                | Andrea Vallocchia   | Reggiana    | definitivo               |
| A                | Davide Merola       | Empoli      | risoluzione prestito     |

## Risultati

### Serie B

#### Girone di ritorno
| Arbitro: | Camplone (Pescara) |

|              |           |                  |
| Väisänen 89’ | Marcatori | 31’ (rig.) Ciano |

| Arbitro: | Minelli (Varese) |

|                          |           |  |
| Gerli 83’ Giovannini 85’ | Marcatori |  |

| Arbitro: | Pezzuto (Lecce) |

|             |           |  |
| Florenzi 4’ | Marcatori |  |

| Cosenza 4 febbraio 2023, ore 14:00 CET 23ª giornata | Cosenza          | 0 – 0 referto | Ternana | San Vito-Gigi Marulla (2 625 spett.)\| Arbitro: \| Maggioni[121] (Lecco) \| |
| Arbitro:                                            | Maggioni (Lecco) |               |         |                                                                             |

| Arbitro: | Rutella (Enna) |

|                               |           |             |
| Seb. Esposito 3’ Cheddira 69’ | Marcatori | 24’ Rispoli |

| Cosenza 18 febbraio 2023, ore 14:00 CET 25ª giornata | Cosenza            | 0 – 0 referto | Südtirol | San Vito-Gigi Marulla (2 735 spett.)\| Arbitro: \| Feliciani[123] (Teramo) \| |
| Arbitro:                                             | Feliciani (Teramo) |               |          |                                                                               |

| Arbitro: | Gualtieri (Asti) |

|                                                                           |           |            |
| Gabrielloni 12’, 76’ Cutrone 45+3’ (rig.) D'Orazio 46’ (aut.) Iōannou 71’ | Marcatori | 26’ Marras |

#### Play-out
| Arbitro: | Aureliano (Bologna) |

|           |           |  |
| Nasti 70’ | Marcatori |  |

| Arbitro: | Massa (Imperia) |

|            |           |              |
| Bisoli 73’ | Marcatori | 90+5’ Meroni |

### Coppa Italia

#### Turni eliminatori
| Arbitro: | Camplone (Pescara) |

|             |           |  |
| Sansone 65’ | Marcatori |  |

## Statistiche

### Statistiche di squadra
Statistiche aggiornate al 7 giugno 2023
| Competizione | Punti         | In casa | In casa | In casa | In casa | In casa | In casa | In trasferta | In trasferta | In trasferta | In trasferta | In trasferta | In trasferta | Totale | Totale | Totale | Totale | Totale | Totale | DR  |
| Competizione | Punti         | G       | V       | N       | P       | Gf      | Gs      | G            | V            | N            | P            | Gf           | Gs           | G      | V      | N      | P      | Gf     | Gs     | DR  |
| ------------ | ------------- | ------- | ------- | ------- | ------- | ------- | ------- | ------------ | ------------ | ------------ | ------------ | ------------ | ------------ | ------ | ------ | ------ | ------ | ------ | ------ | --- |
| Serie B      | 40            | 19      | 7       | 7       | 5       | 20      | 18      | 19           | 2            | 6            | 11           | 10           | 35           | 38     | 9      | 13     | 16     | 30     | 53     | -23 |
| Play-out     | Vincitore     | 1       | 1       | 0       | 0       | 1       | 0       | 1            | 1            | 0            | 0            | 3            | 0            | 2      | 2      | 0      | 0      | 4      | 0      | +4  |
| Coppa Italia | Trentaduesimi | 0       | 0       | 0       | 0       | 0       | 0       | 1            | 0            | 0            | 1            | 0            | 1            | 1      | 0      | 0      | 1      | 0      | 1      | -1  |
| Totale       | -             | 20      | 8       | 7       | 5       | 21      | 18      | 21           | 3            | 6            | 12           | 13           | 36           | 41     | 11     | 13     | 17     | 34     | 54     | -20 |

### Andamento in campionato
| Giornata  | 1 | 2 | 3 | 4 | 5  | 6  | 7 | 8 | 9  | 10 | 11 | 12 | 13 | 14 | 15 | 16 | 17 | 18 | 19 | 20 | 21 | 22 | 23 | 24 | 25 | 26 | 27 | 28 | 29 | 30 | 31 | 32 | 33 | 34 | 35 | 36 | 37 | 38 |
| --------- | - | - | - | - | -- | -- | - | - | -- | -- | -- | -- | -- | -- | -- | -- | -- | -- | -- | -- | -- | -- | -- | -- | -- | -- | -- | -- | -- | -- | -- | -- | -- | -- | -- | -- | -- | -- |
| Luogo     | T | C | T | T | C  | T  | C | T | C  | T  | C  | T  | C  | T  | C  | C  | T  | C  | T  | C  | T  | C  | C  | T  | C  | T  | C  | T  | C  | T  | C  | T  | C  | T  | T  | C  | T  | C  |
| Risultato | V | V | P | N | P  | N  | V | P | P  | P  | P  | P  | V  | N  | N  | N  | P  | P  | P  | N  | P  | V  | N  | P  | N  | P  | V  | P  | V  | V  | V  | N  | N  | N  | P  | N  | N  | P  |
| Posizione | 1 | 1 | 5 | 7 | 10 | 10 | 8 | 8 | 12 | 14 | 16 | 18 | 17 | 17 | 15 | 16 | 17 | 19 | 20 | 20 | 20 | 20 | 20 | 20 | 20 | 20 | 19 | 20 | 17 | 17 | 16 | 16 | 16 | 15 | 17 | 17 | 16 | 17 |

Legenda:

Luogo: C = Casa; T = Trasferta. Risultato: V = Vittoria; N = Pareggio; P = Sconfitta.

### Statistiche dei giocatori
| Giocatore       | Serie B  | Serie B | Serie B     | Serie B    | Play-out | Play-out | Play-out    | Play-out   | Coppa Italia | Coppa Italia | Coppa Italia | Coppa Italia | Totale   | Totale | Totale      | Totale     |
| Giocatore       | Presenze | Reti    | Ammonizioni | Espulsioni | Presenze | Reti     | Ammonizioni | Espulsioni | Presenze     | Reti         | Ammonizioni  | Espulsioni   | Presenze | Reti   | Ammonizioni | Espulsioni |
| --------------- | -------- | ------- | ----------- | ---------- | -------- | -------- | ----------- | ---------- | ------------ | ------------ | ------------ | ------------ | -------- | ------ | ----------- | ---------- |
| V. Agostinelli  | 2        | 0       | 0           | 0          | -        | -        | -           | -          | 0            | 0            | 0            | 0            | 2        | 0      | 0           | 0          |
| A. Arioli       | 1        | 0       | 0           | 0          | -        | -        | -           | -          | 0            | 0            | 0            | 0            | 1        | 0      | 0           | 0          |
| M. Brescianini  | 36       | 3       | 6           | 0          | 2        | 0        | 0           | 0          | 0            | 0            | 0            | 0            | 38       | 3      | 6           | 0          |
| E. Brignola     | 20       | 2       | 1           | 0          | -        | -        | -           | -          | 1            | 0            | 0            | 0            | 21       | 2      | 1           | 0          |
| K. Butić        | 13       | 1       | 1           | 0          | -        | -        | -           | -          | 1            | 0            | 0            | 0            | 14       | 1      | 1           | 0          |
| G. Calò         | 24       | 0       | 5           | 0          | 1        | 0        | 0           | 0          | 0            | 0            | 0            | 0            | 25       | 0      | 5           | 0          |
| A. Camigliano   | 2        | 0       | 1           | 0          | -        | -        | -           | -          | 0            | 0            | 0            | 0            | 2        | 0      | 1           | 0          |
| A. Corsi        | -        | -       | -           | -          | -        | -        | -           | -          | -            | -            | -            | -            | -        | -      | -           | -          |
| A. Cortinovis   | 12       | 0       | 2           | 1          | 1        | 0        | 0           | 0          | -            | -            | -            | -            | 13       | 0      | 2           | 1          |
| T. D'Orazio     | 14       | 2       | 4           | 0          | 2        | 0        | 1           | 0          | -            | -            | -            | -            | 16       | 2      | 5           | 0          |
| C. D'Urso       | 37       | 4       | 3           | 0          | 2        | 0        | 0           | 0          | 1            | 0            | 0            | 0            | 40       | 4      | 3           | 0          |
| I. Delić        | 13       | 0       | 0           | 0          | -        | -        | -           | -          | 0            | 0            | 0            | 0            | 13       | 0      | 0           | 0          |
| M. Finotto      | 15       | 0       | 1           | 0          | 1        | 0        | 0           | 0          | 0            | 0            | 0            | 0            | 16       | 0      | 1           | 0          |
| A. Florenzi     | 21       | 3       | 6           | 1          | 2        | 0        | 0           | 0          | 1            | 0            | 1            | 0            | 24       | 3      | 7           | 1          |
| P. Gozzi        | 12       | 0       | 0           | 0          | -        | -        | -           | -          | 0            | 0            | 0            | 0            | 12       | 0      | 0           | 0          |
| A. Hristov      | 0        | 0       | 0           | 0          | -        | -        | -           | -          | 0            | 0            | 0            | 0            | 0        | 0      | 0           | 0          |
| R. Kongolo      | 0        | 0       | 0           | 0          | -        | -        | -           | -          | 0            | 0            | 0            | 0            | 0        | 0      | 0           | 0          |
| E. Kornvig      | 14       | 1       | 0           | 0          | -        | -        | -           | -          | 0            | 0            | 0            | 0            | 14       | 1      | 0           | 0          |
| S. La Vardera   | 8        | 0       | 4           | 0          | -        | -        | -           | -          | 0            | 0            | 0            | 0            | 8        | 0      | 4           | 0          |
| A. Lai          | 0        | 0       | 0           | 0          | -        | -        | -           | -          | 0            | 0            | 0            | 0            | 0        | 0      | 0           | 0          |
| J. Larrivey     | 20       | 3       | 2           | 0          | -        | -        | -           | -          | 1            | 0            | 0            | 0            | 21       | 3      | 2           | 0          |
| M. Marras       | 15       | 1       | 5           | 1          | 1        | 0        | 0           | 0          | 0            | 0            | 0            | 0            | 16       | 1      | 5           | 1          |
| L. Marson       | 9        | -16     | 0           | 0          | -        | -        | -           | -          | 0            | 0            | 0            | 0            | 9        | -16    | 0           | 0          |
| P. Martino      | 28       | 0       | 4           | 1          | 2        | 0        | 1           | 0          | 1            | 0            | 0            | 0            | 31       | 0      | 5           | 1          |
| K. Matoševič    | 10       | -16     | 0           | 0          | -        | -        | -           | -          | 1            | -1           | 0            | 0            | 11       | -17    | 0           | 0          |
| D. Merola       | 14       | 1       | 1           | 0          | -        | -        | -           | -          | 0            | 0            | 0            | 0            | 14       | 1      | 1           | 0          |
| A. Meroni       | 23       | 1       | 3           | 0          | 2        | 1        | 0           | 0          | 0            | 0            | 0            | 0            | 25       | 2      | 3           | 0          |
| A. Micai        | 19       | -21     | 1           | 0          | 2        | -1       | 0           | 0          | 0            | 0            | 0            | 0            | 21       | -22    | 1           | 0          |
| M. Nasti        | 25       | 4       | 8           | 0          | 2        | 1        | 1           | 0          | 0            | 0            | 0            | 0            | 27       | 5      | 9           | 0          |
| J. Novello      | 0        | 0       | 0           | 0          | -        | -        | -           | -          | 0            | 0            | 0            | 0            | 0        | 0      | 0           | 0          |
| C. Panico       | 9        | 0       | 1           | 0          | -        | -        | -           | -          | 1            | 0            | 1            | 0            | 10       | 0      | 2           | 0          |
| M. Praszelik    | 9        | 0       | 0           | 0          | 1        | 0        | 0           | 0          | 0            | 0            | 0            | 0            | 10       | 0      | 0           | 0          |
| T. Prestianni   | 0        | 0       | 0           | 0          | -        | -        | -           | -          | 1            | 0            | 0            | 0            | 1        | 0      | 0           | 0          |
| M. Rigione      | 27       | 2       | 6           | 0          | 2        | 0        | 0           | 1          | 1            | 0            | 0            | 0            | 30       | 2      | 6           | 1          |
| A. Rispoli      | 30       | 1       | 4           | 0          | 1        | 0        | 0           | 0          | 1            | 0            | 0            | 0            | 32       | 1      | 4           | 0          |
| N. Salihamidžić | 0        | 0       | 0           | 0          | -        | -        | -           | -          | 0            | 0            | 0            | 0            | 0        | 0      | 0           | 0          |
| C. Sibilano     | 0        | 0       | 0           | 0          | -        | -        | -           | -          | 0            | 0            | 0            | 0            | 0        | 0      | 0           | 0          |
| A. Sidibe       | 1        | 0       | 1           | 0          | -        | -        | -           | -          | 0            | 0            | 0            | 0            | 1        | 0      | 1           | 0          |
| A. Tiritiello   | 0        | 0       | 0           | 0          | -        | -        | -           | -          | 0            | 0            | 0            | 0            | 0        | 0      | 0           | 0          |
| S. Väisänen     | 27       | 1       | 7           | 1          | 2        | 0        | 0           | 0          | 1            | 0            | 0            | 0            | 30       | 1      | 7           | 1          |
| A. Vallocchia   | 11       | 0       | 0           | 1          | -        | -        | -           | -          | 1            | 0            | 0            | 0            | 12       | 0      | 0           | 1          |
| M. Venturi      | 17       | 0       | 5           | 0          | 1        | 0        | 0           | 0          | 1            | 0            | 1            | 0            | 19       | 0      | 6           | 0          |
| M. Vigorito     | 0        | 0       | 0           | 0          | -        | -        | -           | -          | 0            | 0            | 0            | 0            | 0        | 0      | 0           | 0          |
| I. Voca         | 33       | 0       | 8           | 0          | 2        | 0        | 2           | 0          | 1            | 0            | 0            | 0            | 36       | 0      | 10          | 0          |
| M. Zárate       | 3        | 0       | 0           | 0          | -        | -        | -           | -          | 0            | 0            | 0            | 0            | 3        | 0      | 0           | 0          |
| M. Zilli        | 29       | 0       | 3           | 0          | 2        | 0        | 0           | 0          | 1            | 0            | 0            | 0            | 32       | 0      | 3           | 0          |

## Giovanili

### Organigramma
Tratto dal sito ufficiale della società.
Area direttiva
- Responsabile Settore Giovanile: Sergio Mezzina
- Segretario sportivo: Davide Calogero Provenzano
- Responsabile scouting: Benedetto Pugliese, Angelo Aiello
- Coordinatrice Femminile: Lucia Conte

Primavera
- Allenatore: Antonello Altamura
- Allenatore in seconda: Mario La Canna
- Preparatore atletico: Gianfranco Salerno
- Preparatore dei portieri: Francesco Spigola
- Team Manager: Guido Martire

Under-17
- Allenatore: Danilo Angotti
- Allenatore in seconda: Luca Chianello
- Preparatore atletico: Mirko Fasanella
- Preparatore dei portieri: Andrea Giovanni Marino
- Team manager: Francesco Emanuel Perna

Under-15
- Allenatore: Gianluca Garofalo
- Allenatore in seconda: Paola Luisa Orlando
- Preparatore atletico: Mario Paura
- Preparatore dei portieri: Andrea Giovanni Marino
- Team manager: Mauro Carbone, Daniela Fiorelli

Under-16
- Allenatore: Giuseppe Marozzo
- Preparatore atletico: Carmelo Servidio
- Allenatore dei portieri: Andrea Giovanni Marino
- Team manager: Pasquale Gervasi